# Little Girl Blue (filme)
Little Girl Blue é um filme franco-belga de 2023 do gênero docudrama, escrito e dirigido por Mona Achache sobre a vida de sua mãe, a escritora e fotógrafa de cena Carole Achache, e estrelado por Marion Cotillard como a mãe da diretora. O filme teve sua estreia mundial no Festival de Cannes 2023 na sessão Sessões Especiais em 21 de maio de 2023, onde competiu pelo prêmio L'Œil d'or de Melhor Documentário, e será lançado nos cinemas da França em 15 de novembro de 2023.

## Sinopse
Após a morte de sua mãe Carole Achache, uma escritora e fotógrafa de cena francesa, a diretora Mona Achache descobre milhares de fotos, cartas e gravações, mas esses segredos enterrados tornam seu desaparecimento um enigma ainda maior. Através do poder do cinema e com a ajuda da atriz Marion Cotillard, a diretora traz sua mãe de volta à vida para refazer sua jornada e descobrir quem ela realmente era.

## Elenco
- Marion Cotillard como Carole Achache[14]
- Mona Achache como ela mesma[9]
- Marie Bunel como Kathleen Evin[15][16]
- Marie-Christine Adam como Florence Malraux[15]
- Pierre Aussedat[17]
- Jacques Boudet como Daniel Cordier[15]
- Didier Flamand como Jorge Semprún[15][18]
- Brigitte Sy como Monique Lange (voz)[15]
- Àlex Brendemühl como Juan Goytisolo (voz)[15]
- Jeremy Lewin as Jean-Jacques Salomon (voz)[15]
- Jean Achache[15]
- Tella Kpomahou[19]
- Guy Donald Koukissa[20]

## Produção
Em 7 de janeiro de 2020, foi anunciado que o Centro Nacional do Cinema e da Imagem Animada da França havia concedido um adiantamento de ganhos ao projeto de documentário de Mona Achache, Little Girl Blue, cujos detalhes de produção ainda não tinham sido anunciados.
Em 10 de dezembro de 2022, foi anunciado que Achache havia filmado recentemente um docudrama sobre a vida de sua mãe, estrelado por Marion Cotillard no papel da mãe da diretora, e que Achache também atuaria no filme. O processo de edição começou em 2 de janeiro de 2023.
O filme é uma coprodução entre a produtora francesa Les Films du Poisson com a France 2, e as produtoras belgas Wrong Men e RTBF. Tandem irá distribuir o filme na França. As vendas internacionais são geridas pela empresa Parisiense Charades.
O orçamento total do filme foi de €910.043, dos quais €32.000 vieram do Tax Shelter da Bélgica. O filme também recebeu investimento da Chanel, marca da qual a atriz Marion Cotillard é embaixadora.

### Filmagens
As filmagens ocorreram em Mulhouse, na região do Grande Leste na França, entre 20 de novembro e 10 de dezembro de 2022. Marion Cotillard filmou todas as suas cenas em apenas oito dias.

### Marketing
O primeiro pôster do filme foi divulgado em 24 de abril de 2023.

## Prêmios e indicações
| Ano  | Prêmiação / Festival | Categoria  | Recipiente(s) | Resultado | Ref(s) |
| ---- | -------------------- | ---------- | ------------- | --------- | ------ |
| 2023 | Festival de Cannes   | L'Œil d'or | Mona Achache  | Indicado  | [ 13 ] |